# Diecéze coutanceská
Diecéze Coutances (-Avranches) (lat. Dioecesis Constantiensis (-Abrincensis), franc. Diocèse de Coutances et Avranches) je francouzská římskokatolická diecéze. Leží na území departementu Manche, jehož hranice přesně kopíruje. Sídlo biskupství i katedrála Notre-Dame de Coutances se nachází v Coutances. Diecéze Coutances je součástí rouenské církevní provincie.
Od 5. září 2013 je diecézním biskupem Laurent Le Boulc'h.

## Historie
Biskupství bylo v Coutances založeno v průběhu 5. století. V důsledku konkordátu z roku 1801 byla 29. listopadu 1801 zrušena diecéze Avranches a její území bylo včleněno do diecéze Coutances. Dne 12. července 1854 byl název diecéze změněn na Coutances et Avranches.
Na začátku 21. století je diecéze Sées sufragánní diecézí rouenské arcidiecéze.